# Charles Villiers Stanford
Charles Villiers Stanford (30. juni 1852 i Dublin – 29. marts 1924) var en irsk komponist. 
Han var et usædvanligt stort talent som allerede i sin studietid i Cambridge blev leder af universitetets kor og orkester. Til dem skrev han to af sine tidlige værker oratorierne "Resurrection" op. 5 fra 1875 og "Good is Our Hope and Strength" op. 8 fra 1877. Han var en meget produktiv komponist inden for alle genrer, men hans største betydning ligger imidlertid et helt andet sted, da han var en af de vigtigste drivkræfter bag den anden engelske musikalske renæssance i slutningen af 1800-tallet. Som organist, komponist og dirigent (for kor og orkester), havde han forbindelse til alle sider af musiklivet.
Stanford skrev ligeledes 7 symfonier, som hører til hans vigtige kompositioner.

## Symfonier
- Symfoni nr. 1 (i H-dur) (1876) - for orkester
- Symfoni nr. 2 (i D-mol) "Elegisk" (1879, Rev. 1882) - for orkester
- Symfoni nr. 3 (i F-mol) "Irsk" (1887) - for orkester
- Symfoni nr. 4 (i F-dur) (1888) - for orkester
- Symfoni nr. 5 (i D-dur) "L'Allegro ed il Penseroso" (Allegro, glædelig og eftertænksom) (1894) - for orkester
- Symfoni nr. 6 (i Eb-dur) "Til ære for en stor kunstners livsværk: George Frederick Watts" (1905) - for orkester
- Symfoni nr. 7 (i D-mol) (1911) - for orkester